# Svjatoslav I av Kiev
Prins (knjaz) Svjatoslav I av Kiev (omkring 942–972) var en varjagisk eller östslavisk krigare, furste av Kievriket. Han utvidgade Kievriket till det för den tiden största riket i Europa. Hans krigståg bidrog till att två av samtidens stora europeiska riken föll samman – khazarernas rike och Första bulgariska riket.

## Biografi
Det finns inget nedtecknat om Svjatoslavs barn- och ungdomsperiod i Novgorod. Hans mor, S:t Olga, var härskarinna av Kiev fram till Svjatoslav blev myndig, omkring 963. Svjatoslav var en notorisk och hårdnackad hedning som motsatte sig kristendomen, till skillnad från hans mor som döptes omkring 957. 965 vann Svjatoslav en förkrossade seger emot khazarerna från vilken de aldrig återhämtade sig. 
Prins Svjatoslav flyttade rikets huvudstad till Perejaslavets i Bulgarien år 969. Svjatoslav hade för avsikt att göra Bulgarien till ett centrum för sitt imperium. Han tvingades dock att ge upp Balkanländerna 971 i kriget mot den byzantinske härskaren Johannes I Tzimiskes. Vid återresan från det misslyckade fälttåget mot Bysans blev Svjatoslav i ett bakhåll år 972 dödad medelst armborstpil av petjeneger. Enligt sägnen lät petjenegernas khan förgylla hans skalle och göra det till en bägare. Historier om detta bruk kring Svarta havet går ända till skyterna. Svjatoslavs plötsliga död gjorde att han inte kunde konsolidera Kievriket vilket ledde till en bitter maktkamp mellan hans söner Oleg och Jaropolk. Oleg mördades av Jaropolk, medan den yngste sonen Vladimir flydde till Skandinavien för att söka stöd hos sina släktingar där.

## Beskrivning
Den bysantinske historieskrivaren Leo Diakonos beskriver honom så här: 
| ” | Han var av medellängd, varken för lång eller för kort, han hade täta ögonbryn, blå ögon, platt näsa; han rakade skägget på hakan, men täta hår hängde ned från överläppen. Hans huvud var helt kalt – bara på den ena sidan hängde en hårlock som tecken på släktens förnämhet. Halsen var tjock, skuldrorna breda och hela gestalten ganska välskapt. Han verkade dyster och vild… | „ |

Svjatoslavs mer slaviska än nordiska uppenbarelse, som dessutom piffades upp av en guldring i örat med inlagda pärlor, visar symboliskt hur ruserna vid det här laget hade assimilerats i Rutenien. Leo Diakonos beskrivning har vissa uppenbara likheter med det senare kosackerna, vilket lett till att Svjatoslav ofta avbildats i inom den ryska konsten som kosack.